# 피큐큐
피큐큐(영어: pQq)는 대한민국의 제 5인격 전 프로게이머이자 유튜버이다. 주로 로블록스 배드워즈를 한다

## 경력
- 카트라이더 러쉬플러스 스타컵 인플루언서(큐쿠루삥뽕 팀)
- 제 5인격 프로게이머
- 카트라이더 러쉬플러스 유튜버
- 유튜브 구독자 10만 돌파
- 카트라이더 러쉬플러스 스타컵 준우승
- 브롤스타즈 유튜버
- 로블록스 유튜버

## 장르

#### 모바일 게임 리뷰
- 카트라이더 러쉬플러스
- 브롤스타즈
- 어몽어스

#### PC게임 리뷰
- 폴 가이즈
- 제 5인격
- 프라이데이 나이트 펑킨
- 로블록스 (배드워즈가 주 컨텐츠.)

## 논란
런민기, 신동이와 함께 메이플스토리 프리서버를 플레이했다. 런민기, 신동이에 비해 사과가 늦었다. 현재는 아무 문제 없이 유튜브 방송을 진행 중이다. 